# Debbie Watson
Debbie Watson (Sydney, 28 de setembro de 1965) é uma jogadora de polo aquático australiana, campeã olímpica.

## Carreira
Debbie Watson fez parte da geração medalha de ouro em Sydney 2000.